# Oskar Klein
Oskar Klein (Danderyd, 15 settembre 1894 – Stoccolma, 5 febbraio 1977) è stato un fisico svedese.
Klein nacque a Danderyd nei dintorni di Stoccolma, figlio del rabbino capo di Stoccolma, il Dott. Gottlieb Klein e di  Antonie (Toni) Levy. Da giovane fu studente di Svante Arrhenius all'Istituto Nobel, e stava per recarsi in Francia dal fisico e futuro premio Nobel Jean-Baptiste Perrin quando scoppiò la prima guerra mondiale e venne chiamato a svolgere il servizio militare.
Dal 1917 lavorò per qualche anno con il fisico Niels Bohr all'Università di Copenaghen e conseguì il titolo di dottorato presso l'University College di Stoccolma (ora Università di Stoccolma) nel 1921. Nel 1923 ebbe l'incarico di professore presso l'Università del Michigan ad Ann Arbor dove si trasferì con la sua giovane moglie danese, Gerda Koch. Klein ritornò a Copenaghen nel 1925, passò qualche tempo a Leida presso Paul Ehrenfest e nel 1926 divenne docente all'Università di Lund in Svezia. Nel 1930 accettò l'offerta di una cattedra di fisica presso l'Università di Stoccolma, cattedra che era stata precedentemente ricoperta da Ivar Fredholm fino alla sua morte nel 1927; Klein si ritirò dall'insegnamento come Professore Emerito nel 1962. Nel 1959 gli fu assegnata la medaglia Max Planck.
A Klein è attribuita l'idea, che fa ora parte della teoria di Kaluza-Klein, che le extra-dimensioni spaziali siano fisicamente reali, ma 'arrotolate' così strettamente da risultare molto piccole, un'idea essenziale per la teoria delle superstringhe/M-teoria. Egli è pure noto per la teoria dei viaggi nel tempo che coinvolgono minuscole particelle in orbita intorno agli atomi. Allo stato attuale della tecnologia non è possibile provare o confutare questa teoria.